# Aptesis albidipes
Aptesis albidipes är en stekelart som först beskrevs av Walker 1874.  Aptesis albidipes ingår i släktet Aptesis och familjen brokparasitsteklar. Inga underarter finns listade.